# Doktor beider Rechte
Doktor beider Rechte oder Doctor iuris utriusque (mittellateinisch; Lehrer beiderlei Rechts, Doktor beiderlei Rechts) ist ein juristischer Doktorgrad, der im 21. Jahrhundert nur noch von wenigen Universitäten verliehen wird. Er umfasst Qualifikationen der staatlichen und kirchlichen Rechtswissenschaft, d. h. im engeren Sinn des römischen und des kanonischen Rechts. Der akademische Grad war ab dem späten Mittelalter und der frühen Neuzeit weit verbreitet und ist heute hauptsächlich von historischer Bedeutung.

## Bezeichnungen
Die historischen und aktuellen Bezeichnungen variieren in Wortstellung und Schreibweise. So ist neben Doctor iuris utriusque (Dr. iur. utr.) auch iuris utriusque doctor (iur. utr. doct. oder IUD bzw. J.U.D.) sowie utriusque iuris doctor (utr. iur. dr.) oder Doctor utriusque iuris (Dr. utr. iur.) geläufig; an den päpstlichen Universitäten wird auch die lateinische Bezeichnung Doctoratum in Utroque Iure verwendet. Alle Wortbestandteile können mit großen oder kleinen Anfangsbuchstaben geschrieben werden, und das initiale ‚I‘ in Iuris wird häufig auch als ‚J‘ wiedergegeben. 
Für den verwandten akademischen Grad eines Lizenziaten beider Rechte war die Bezeichnung juris utriusque licentiatus (abgekürzt J.U.L. o. ä.) üblich.

## Geschichte
Schon im 14. Jahrhundert gab es den akademischen Abschluss eines doctor utriusque iuris. Dieser war die höchste juristische Qualifikation. Er war eine gute Voraussetzung zum Bekleiden höherer Funktionen, vor allem im Staatswesen, zum Beispiel als Kanzler.
Landesherren des 16. bis 18. Jahrhunderts umgaben sich gern mit gut ausgebildeten Juristen als Räte und leitende Beamte in Diplomatie und Verwaltung. Als eine Vorstufe des Doktorats beider Rechte galt das Lizenziat beider Rechte.

## Gegenwart
Heute wird der Abschluss des Doktors beider Rechte nur noch von wenigen Rechtsfakultäten verliehen. In Deutschland ist dies an den Universitäten in Köln, Potsdam, Augsburg und Würzburg der Fall, in der Schweiz an der Universität Freiburg, in Rom an der Lateranuniversität. In Österreich gibt es ein Doktorat beider Rechte seit 1872 nicht mehr.
Ein qualitativer Unterschied zum normalen Doktor der Rechte wird heute in der Regel nicht mehr gesehen.